# Mnasinous patage
Mnasinous patage är en fjärilsart som beskrevs av Frederick DuCane Godman 1900. Mnasinous patage ingår i släktet Mnasinous och familjen tjockhuvuden. Inga underarter finns listade i Catalogue of Life.